# Jerzy Pawełek
Jerzy Pawełek (ur. 4 lutego 1961 w Bielsku-Białej, zm. 4 września 2005 w Piotrkowie Trybunalskim) – polski siatkarz, mistrz i reprezentant Polski.

## Kariera sportowa
Karierę rozpoczął w II-ligowym BBTS Włókniarz Bielsko-Biała. Następnie był zawodnikiem Beskidu Andrychów (4. miejsce w lidze w sezonie 1982/1983) i II-ligowego GKS Jastrzębie (1983–1986). W 1986 został graczem Hutnika Kraków, z którym wywalczył wicemistrzostwo Polski w 1987, a następnie mistrzostwo Polski w 1988 i 1989, a także Puchar Polski w 1988. Po sezonie 1988/1989 został jednak odsunięty od drużyny z powodu "niesportowego trybu życia". Do 1992 grał jeszcze ponownie w występującym w serii "B" I ligi BBTS Bielsko-Biała.
W 1979 wystąpił na mistrzostwach Europy juniorów, zajmując z drużyną ósme miejsce. W latach 1984–1985 wystąpił 19 razy w reprezentacji Polski seniorów, m.in. znalazł się w czternastoosobowej kadrze przygotowującej się do Igrzysk Olimpijskich i jako jeden z dwóch zawodników odpadł w ostatnim etapie selekcji. Po decyzji o bojkocie Igrzysk i rezygnacji z gry w kadrze Tomasza Wójtowicza wystąpił na turnieju Przyjaźń-84, zajmując z drużyną 3. miejsce. W 1985 został ukarany roczną dyskwalifikacją przez Polski Związek Piłki Siatkowej za "łamanie dyscypliny" podczas zgrupowania kadry.
Po zakończeniu kariery sportowej pracował m.in. jako dziennikarz - w Telewizji Wisła i TVN.